# Lessebo distrikt
Lessebo distrikt är ett distrikt i Lessebo kommun och Kronobergs län. 
Distriktet ligger omkring Lessebo. 

## Tidigare administrativ tillhörighet
Distriktet inrättades 2016 och utgörs av det område som Lessebo köping omfattade till 1971 och som före 1939 utgjort delar av olika socknar, med huvuddelen från Hovmantorps socken.
Området motsvarar den omfattning Lessebo församling hade 1999/2000 och fick 1961 efter utbrytning ur Hovmantorps församling.